# IC 180
IC 180 је спирална галаксија у сазвјежђу Ован која се налази на листи објеката дубоког неба у Индекс каталогу.
Деклинација објекта је + 23° 36' 18" а ректасцензија 2h 0m 0,3s. Привидна величина (магнитуда) објекта IC 180 износи 14,6 а фотографска магнитуда 15,4. IC 180 је још познат и под ознакама MCG 4-5-31, CGCG 482-39, NPM1G +23.0052, PGC 7558.